# Лајош Тихи
Лајош Тихи (мађ. Tichy Lajos; Будимпешта, 21. март 1935 — Будимпешта, 6. јануар 1999), познат по надимку Национални Бомбаш (a nemzet bombázója), био је мађарски фудбалер. Према фудбалским статистичким подацима, он је најбољи стрелац у укупним мечевима у забележеној историји са преко 1912 постигнутих голова у преко 1301 меча и најбољи стрелац у укупном броју мечева у једној сезони у забележеној историји према РСССФ-у (Rec.Sport Soccer Statistics Foundation) са 201 постигнутим голом у 85 мечева.

## Каријера
Играо је за Хонвед, постигавши 247 голова на 320 лигашких утакмица. 

## Репрезентација
Такође је постигао 51 гол у 72 утакмице за фудбалску репрезентацију Мађарске, укључујући четири на ФИФА-ином светском првенству 1958. и три на ФИФА-ином светском првенству 1962. године. 

## Тренер
Касније је постао тренер омладинског тима Хонведа и од 1976. до 1982. тренирао је први тим, помажући им да освоје прво првенство Мађарске после 25 година постојања 1980. године.
Тихи је умро 1999. у 63. години.